# Lackawanna megye
Lackawanna megye az Amerikai Egyesült Államokban, azon belül Pennsylvania államban található. Megyeszékhelye és legnagyobb városa Scranton. Lakosainak száma 215 896 fő (2020. április 1.). Lackawanna megye Susquehanna, Wayne, Monroe, Luzerne és Wyoming megyékkel határos.

## Népesség
A megye népességének változása:
| Lakosok száma | 214 395 | 214 484 | 214 428 | 213 931 | 211 917 | 215 896 |
|               | 2010    | 2011    | 2012    | 2013    | 2015    | 2020    |